# 富尔米
富尔米（法語：Fourmies，法語發音：[fuʁmi]）是法国上法兰西大区北部省的一个市镇，位于该省东部，属于埃尔普河畔阿韦讷区。

## 地理
富尔米（50°1'2"N, 4°3'12"E）面积22.98 平方千米，位于法国上法蘭西大區北部省，该省份为法国最北部的省份及最长的省份，西北濒北海，西接加来海峡省，南至埃纳省和索姆省，东与比利时接壤。
与富尔米接壤的市镇（或旧市镇、城区）包括：克莱尔方丹、蒙德勒皮、特雷隆、维涅伊、阿诺尔、费龙、格拉容。

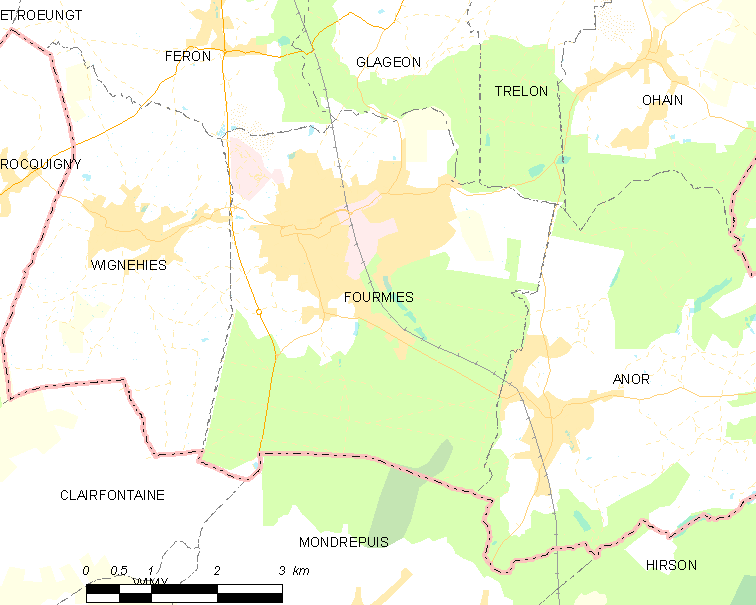
富尔米的OSM定位图

富尔米的时区为UTC+01:00、UTC+02:00（夏令时）。

## 行政
富尔米的邮政编码为59610，INSEE市镇编码为59249。

## 政治
富尔米所属的省级选区为富尔米县。

## 人口

1962-2008年间富尔米人口变化图示

富尔米于2022年1月1日时的人口数量为11528人。

## 友好城市
- 德国 贝恩堡
- 美国 弗里德利（英语：Fridley, Minnesota）
- 西班牙 阿雷纳斯-德圣佩德罗